# VII всемирный конгресс эсперантистов

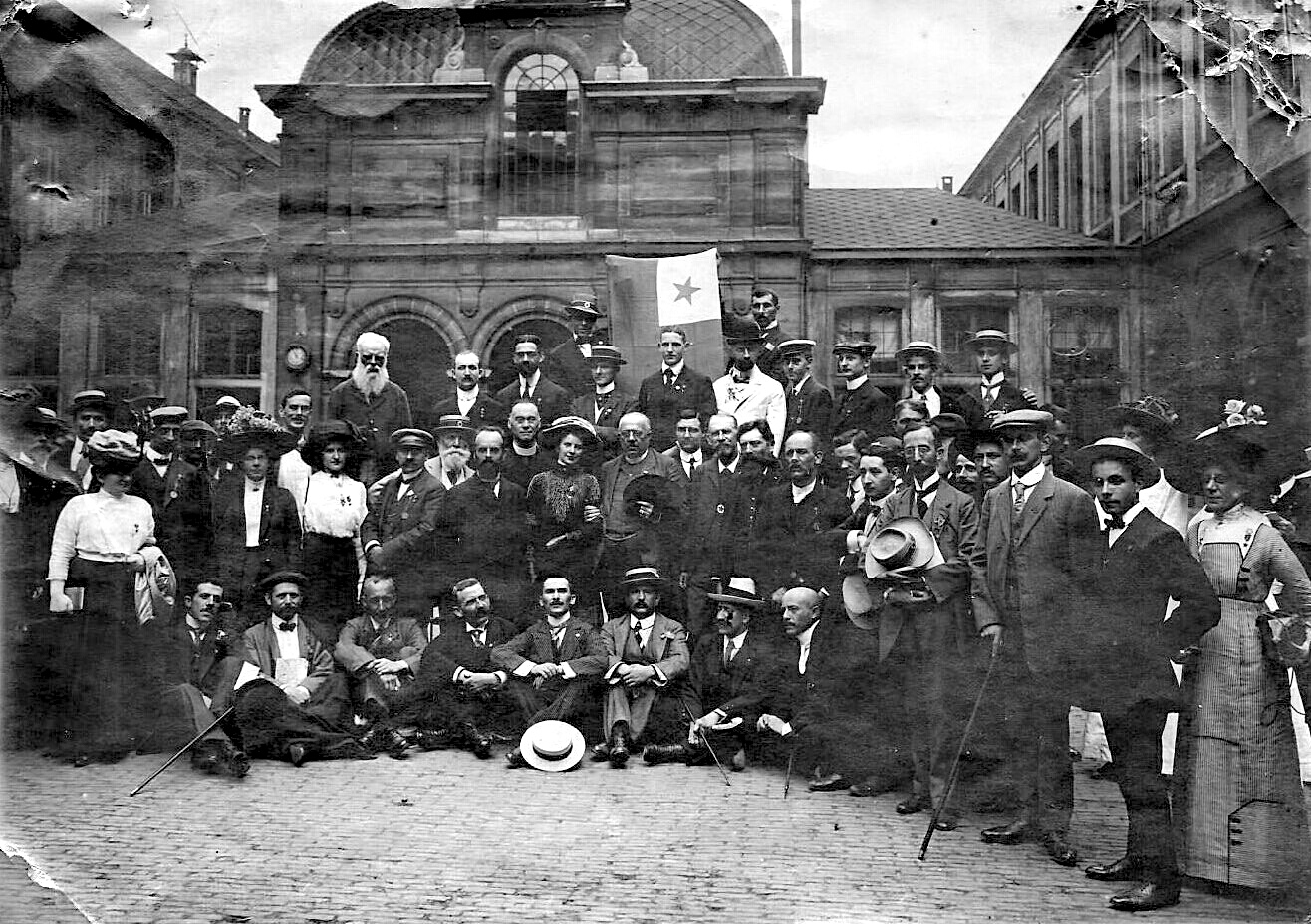
Группа участников конгресса

VII Всемирный конгресс эсперантистов был проведён в бельгийском городе Антверпенe с 20 по 27-е августа 1911 года, в нём приняло участие 1733 эсперантиста из 42 стран. Конгресс был впервые организован по новой схеме: его участниками были уполномоченные делегаты от национальных эсперанто-организаций, в отборе которых принимал участие лично Л. Заменгоф.

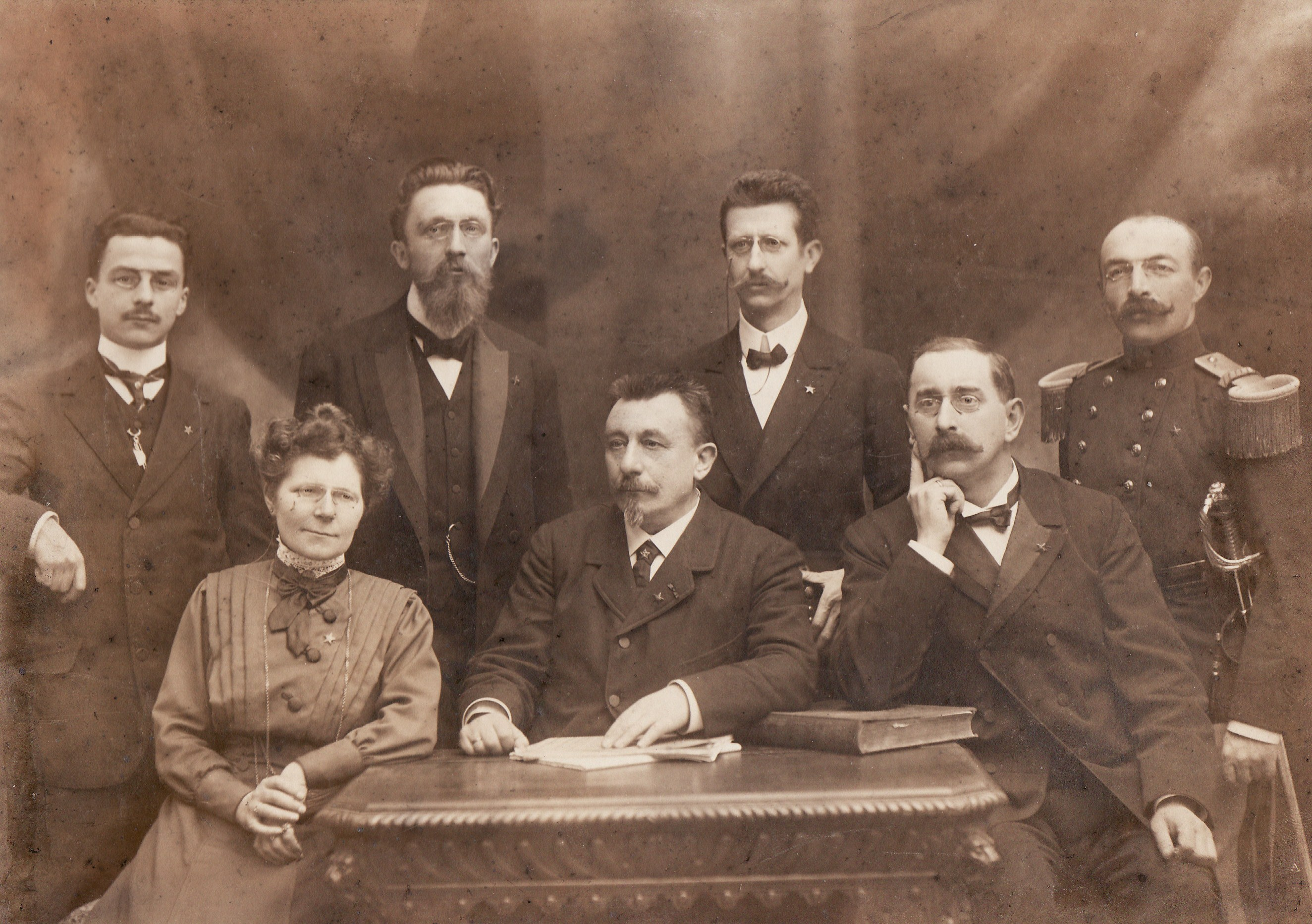
Участники Местного организационного комитета конгресса

В состав Местного организационного комитета конгресса (эсп. Loka Kongresa Komitato, LKK) входили :
- Президент: Аматус ван дер Бист-Андельхоф
- Вице-президент: Оскар ван Шур
- Секретарь-казначей: доктор Виллем ван дер Бист
- Члены комитета: лейтенант Ф.Дюпон, М.Позенер, Л.Ритше, Ф.Шуфс.

Культурная программа конгресса включала представления пьес на эсперанто:
- «Каатье», перевод В. ван дер Биста
- «Долг короля» (Нестор де Тьере)
- «Для тихих людей» (Э. ван Дресше)
- «Обзор седьмого» (В. ван дер Бист)
- «Она не читала это» (В. ван дер Бист).

Помимо этого 40 учёных-участников конгресса во главе с Ипполитом Себером, президентом Международной ассоциации учёных-эсперантистов посетили Брюссель, где встретились с бельгийским писателем, учёным и мыслителем Полем Отле.